# براندان ويت
براندان ويت هو لاعب هوكي الجليد كندي، ولد في 20 فبراير 1975 في هومبولت ‏ في كندا.

## وصلات خارجية
- براندان ويت على موقع دوري الهوكي الوطني (الإنجليزية)
- براندان ويت على موقع EliteProspects.com (الإنجليزية)
- براندان ويت على موقع HockeyDB.com (الإنجليزية)
- براندان ويت على موقع Hockey-Reference.com (الإنجليزية)